# Jack Diment
John Bowman „Jack“ Diment (* 1. Juni 1885 in Devonport; † 12. Oktober 1978 in Beverley) war ein schottischer Fußballspieler.

## Karriere

Jack Diment in seiner Zeit bei der AC Mailand

Jack Diment, der auf der Position des Außenläufers spielte, gehörte zu den zahlreichen Briten, die zu Beginn des 20. Jahrhunderts auf dem europäischen Kontinent spielten und dem Fußball dort zu der Popularität verhalfen, die er in ihrer Heimat schon genoss.
Zwischen 1905 und 1907 lief er für den italienischen Klub Juventus Turin auf. Im Jahr 1905 gehörte er zur Mannschaft, die für den Turiner Verein den ersten Meistertitel der Vereinsgeschichte gewann. Diment spielte dabei als linker Außenläufer und bildete zusammen mit dem Mittelläufer Giovanni Goccione und dem rechten Schweizer Außenläufer Paul Arnold Walty die Läuferreihe.
1908 und 1909 spielte Jack Diment für den Lokalrivalen FC Turin. In der Saison 1909/10 lief er für die AC Mailand auf.
Während seiner Zeit in Italien erhielt Jack Diment den Spitznamen „il mulo“ („der Maulesel“). Er galt als harter, mutiger und verlässlicher Manndecker, der, obwohl er kein Italienisch sprach, stets die Anweisungen seines Trainers treu befolgte. Abseits des Platzes genoss er den Ruf, ein Don Giovanni zu sein.

## Erfolge
- Italienische Meisterschaft: 1905